# 住鉱物流
住鉱物流株式会社（すみこうぶつりゅう）は、愛媛県新居浜市に本社を置く企業。本社は住友金属鉱山の別子事業所内に設置している。

## 主要事業
- 内航海運事業
- 特定旅客定期航路事業
- 港湾物流･サービス事業
- 産業廃棄物収集運搬事業

## 事業所
- 本社 - 愛媛県新居浜市西原町3丁目5番3号（住友金属鉱山別子事業所内）
- 東京営業所 - 東京都港区新橋5丁目11番3号新橋住友ビル11階

## 沿革
- 1958年9月 - 「惣開商事株式会社」設立。
- 1973年6月 - 「惣開商運株式会社」に商号変更。
- 1988年 - 住友金属鉱山別子事業所物流課現業部門及び日常的管理業務が惣開商運に移管される。
- 2001年4月 - 「住鉱物流株式会社」に商号変更。住友金属鉱山金属事業本部の物流を住鉱物流に集約。
- 2002年 - 新泉海運の内航海運事業を吸収。ヰゲタ自動車工業の輸送事業を吸収。
- 2014年 - 本社新事務所竣工。

## 特定旅客定期航路
- 新居浜港 - 四阪島（今治市）
  - 住友金属鉱山四阪工場の従業員と工場で活用する工業用水の運搬を行っている。

## 関連会社
- 四国中央フェリーボート
- 住友金属鉱山
- 四阪島